# Cracca linearis
Cracca linearis là một loài thực vật có hoa trong họ Đậu. Loài này được (Willd.) Kuntze mô tả khoa học đầu tiên năm 1891.